# 物體恆存
物體恆存（英語：Object permanence）是指當物體無法被感官所察覺時，這些物體仍然存在。這是發展心理學，也是心理學在解決嬰兒和兒童的社會和心理能力發展的子領域研究的一個基本概念。目前科學界對於物體恆存在的概念在人類發展上仍然沒有取得共識。
讓·皮亞傑是第一個研究嬰幼兒階段物體恆存的瑞士心理學家。他認為物體恆存是嬰兒最重要的發展之一，因為沒有這概念，物體都無法獨立並且永久的存在。在皮亞傑的認知發展論中提到，嬰兒會在兩歲後，也就是「感覺動作期」的晚期會發展這個概念。 
皮亞傑認為，嬰兒的感知和對世界的認識取決於他們的動作發展，這對於嬰兒觀察物體的樣貌是極為重要的。根據這種觀點，透過觸摸及把玩，嬰兒逐漸發展物體恆存的概念。

## 早期研究
兒童發展專家皮亞傑對於嬰兒的行為進行實驗並收集樣本。皮亞傑把嬰兒喜愛的物品或玩具藏在毛毯或移除他們的視線去觀察這個現象。物體恆存是早期用來測試 工作記憶的其中一項方式。 當嬰兒已具備了物體恆存的概念後，他們就會從毯子裡把藏起來的玩具拿出來。尚未發展的話，他們可能會覺得困惑，因為他們覺得他的玩具消失了。  皮亞傑對於嬰兒的這些行為舉動作出解釋，他認為這些就是物體消失的證據。大多數有物體恆存概念的嬰兒會感到沮喪，因為他們知道東西並沒有消失，只是不知道它在哪裡。然而，尚未有物體恆存概念的嬰兒則不会察觉。
如果嬰兒在找尋他的玩具，由此可以假設他們相信他們在找的東西仍是存在的。 
皮亞傑的結論是，有些嬰兒太小，還不了解物體恆存，這也解釋了為什麼他們的母親離開他們的視線後就不哭鬧了（“眼不見，心不煩”）。缺乏物體恆存可能會導致 AB（位置）錯判，也就是孩童會在不對的位置來找尋他們物件。較大的嬰兒不太可能發生AB錯判，因為他們比較幼小的嬰兒更了解物體恆存的概念。然而，研究人員發現，AB錯判並不是持續發生。  他們的結論是：這種類型的錯誤可能歸咎於記憶異常或是嬰兒傾向於重複先前的運動行為。 

## 階段
在皮亞傑的關點中，物體恆存有六個階段。 

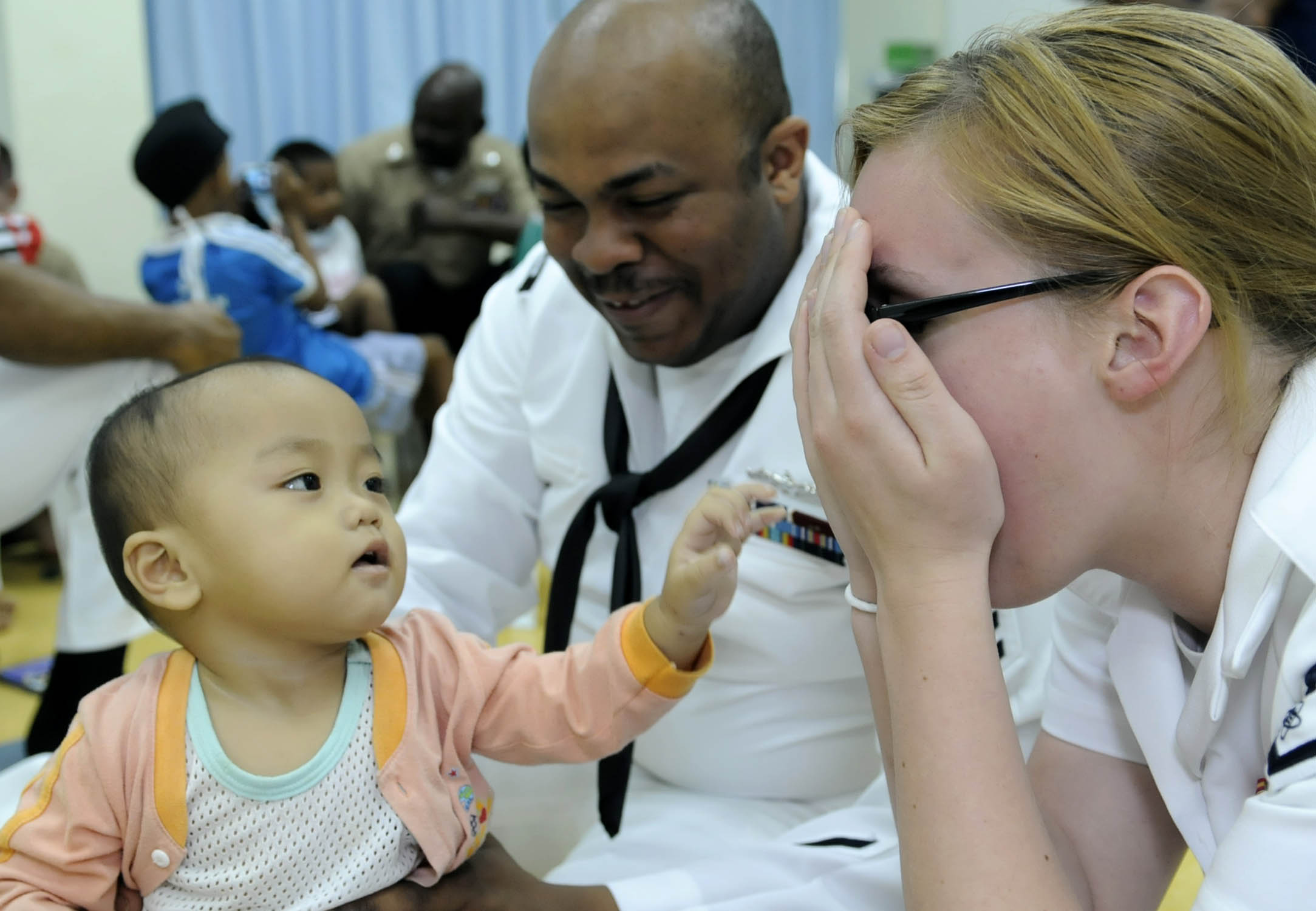
躲猫猫是一個對象持久試驗的一個最好的例子。

1. 0-1個月： 簡單反射階段  -嬰兒學習身體如何移動。在幼年時，視力尚未發展完全以及無法長時間注意力集中。他們沒有特別意識到物體從他們的視線消失。然而，出生後僅七分鐘的嬰兒可以看著人的臉。這個階段的三個主要發展是：吸吮、視覺跟蹤以及手掌閉合[7]
2. 1-4個月： 初階循環反應  -嬰兒可以注視物體，並且跟隨物體的移動。他們持續尋找一個對象但僅幾分鐘。他們“發覺”自己的眼睛，手臂，手和腳都在隨著物體而移動這一階段是由熟悉的圖像和聲音（包括父母的臉）和熟悉的事件預期的反應（如看到湯匙就打開嘴巴）所呼應。嬰幼兒的行為不再是完全的反射動作以及意向主導。 [7]
3. 4-8個月： 次級循環反應階段  -嬰兒可以將沒有完全藏好的物件給找出來，這就表示他們知道這個物體還在這裡。如果物體是完全找不到，但是寶寶沒有試圖找回它的話。這就表示嬰兒開始學習視覺與其理解力做協調。這些動作是未經思考的，但幼兒往往在同一對象上重複類似的動作。這是因為他們還沒有其他新的動作可以模仿。 [7]
4. 8-12個月： 次級循環反映的協調階段  -這被認為是對孩子的認知發展最重要的。在這個階段，孩子理解事情發生的先後順序以及因果關係。幼兒可以在物件被隱蔽之後找出來，這就是物體恆存最初的概念。這一階段與經典的AB錯判有關。在位置（A）成功找到一個隱藏的對象後，孩童無法在第二個位置（B）找到同一個東西。 [7]
5. 12-18個月：  三級循環反應階段  -兒童擁有處理問題的能力來解決新的問題。 [7]現在在他們的視線裡，把物品多次藏匿，他們都可以找到。一旦超出他們的視線範圍，他們就找不到了。
6. 18-24個月： 想法與心理層面結合的激發  -孩子充分理解了物體恆存的概念。他們不會再犯AB錯判的錯誤了。另外，寶寶能夠理解東西藏在箱子裡面。如果把一個玩具藏在一個火柴盒裡，然後把火柴盒放在枕頭下，然後趁小孩沒注意時把玩具拿走。之後再把這個沒有玩具的火柴盒拿給小孩，他發現了玩具不在裡面之後就會去枕頭底下找。小孩可以在內心建立一個預想的畫面然後記起來，用這個設想的畫面來解決問題，包括並不是完全是基於感官上物體恆存的問題。孩子現在可以推論當物體在不在視線內移動後的位置。 [7]

## 反駁
在近幾年，原始皮亞傑理論的物體恆存被許多研究嬰兒文章所質疑，他們指出較年幼的嬰兒了解不在他們視線內的物體是仍然存在的。鮑爾(Bower)表示三個月大的嬰兒就有物體恆存的概念。   他的研究與皮亞傑次級循環反映的協調階段相互牴觸。因為幼兒在八到十二月以前是沒有物體恆存的概念的。以下有兩篇文章來支持鮑爾的論點：
首先，第一個研究是讓嬰兒看到一台玩具車在向下傾斜的軌道中移動，然後消失在屏障後面，接著再從另一端出現的軌道上出現。研究人員做出了一個「潛在發生事件」，就是把玩具老鼠放在被屏障擋住的軌道的後方，並且是玩具火車會經過的位置。然後，研究人員做出了「非潛在發生事件」，也就是把玩具老鼠放在軌道上，但是在偷偷地在屏障下降時拿開。造成火車似乎會經過那隻玩具老鼠的效果。此外，在1991年的研究中，研究人員做了一個實驗，利用兩個長短不同的胡蘿蔔在一面短牆後面移動來測試嬰兒的反應。  牆壁是特製的，會讓短的紅蘿蔔看起來消失，同時也在測試嬰兒對於在牆後面長胡蘿蔔消失的習慣化模式(非潛在發生事件 ) 嬰兒年僅3.5個月顯示出對於非潛在發生事件有比較大的刺激，以及對於潛在發生事件則是比較習慣。這表示他們對於非潛在事件而感到驚訝。也就顯示出他們不只記得玩具老鼠仍然存在(物體恆存)之外，他們也記得它的位置。就如同第二個實驗的長胡蘿蔔。這項研究表示嬰兒在皮亞傑所提出的時間點還要早了解各種物體。 
主要有四項特點挑戰皮亞傑的理論框架：
1. 無論嬰兒是否健康，事實上他們都早於皮亞傑所提出的時間點展現出物體恆存的概念。 [11]
2. 不贊同不一樣的藏匿方式以及相異物體位置會造成不同的困難程度。 [12]
3. 爭論於物體恆存是否可以如同皮亞傑所認為，不用經由感官運動就可以測量或獲得。 [13]
4. 由AB錯判來推論物體恆存的這個觀點受到挑戰。那些支持皮亞傑論點的研究報告是歸咎於有限的記憶力，但在空間上的判斷、以及感官運動所造成的AB錯判是無法檢視的。 [9]

其中一個批評皮亞傑理論表示，比起皮亞傑所提倡的，文化與教育方面在小孩發展上，更來得重要。正如同會話技巧，這些因素取決於在他們發展的過程中，他們的文化所給予的訓練多寡而定。 

## 其他動物的物體恆存
在非人靈長類動物實驗顯示，猴子可以追蹤隱形目標的位移，  而這個現象則跟額葉皮質息息相關，   並且額葉皮質的發展對於物體恆存的習得密不可分。 許多證據都顯示出嬰兒也是一樣的。例如，在人類嬰兒期額葉皮層峰形成突觸， 使用近紅外光譜來收集來自嬰兒神經影像數據和最近的實驗表明，額葉皮質的活動與物體恆存有關。 
然而，許多其他類型的動物已顯示有物體恆存的能力。包括狗，貓和少數鳥類，如烏鴉和鵲鳥。狗擁有高程度物體恆存的能力，使他們可以找到在兩個杯子的其中一個藏有食物，並且水平旋轉90°的杯子。  同樣的，貓也理解物體恆存，但程度沒有狗好。貓不了解為什麼牠看到物體從一個方向跑進儀器後，當貓從另外一端進去後，物體是在同個地方。  一項長期性研究發現， 烏鴉能夠達到與人相同程度的物體恆存。在此長期性實驗中，只有第15個測試關卡烏鴉無法掌握。  另一項研究測試比較鵲鳥要花多少時間學習獲得物體恆存的能力能夠讓自己獨立存活。  研究顯示，這些鵲鳥依循與人類嬰兒極為相似的模式發展物體恆存。

## 近期研究
其中一個領域致力於研究身體殘疾（ 失明 ， 腦性麻痺 ， 失聰 ）和智能障礙（ 唐氏症等)如何影響物體恆存的發展。在1975-76的一篇研究結果指出，過往認為在社會互動上，有智能障礙的孩子的表現低於正常的孩童，但其實兩者並無差異。其他方面，像是模仿和因果關係測試都表現得比一般正常小孩來的差。然而，在物體恆存方面兩者都是沒有差異的，因為物體恆存與社會互動是沒有關聯的。
一些心理學家認為，雖然單單物體恆存無法預測溝通上的發展，但它對於嚴重殘疾孩童在感官上重要的發展上扮演關鍵的因素。  2006年的一項研究顯示，能完全掌握物體恆存是孩童對於心理表徵能力其中一個重要的里程碑。與語言習得連結，物體恆存也與自我認同有密不可分的關係同樣的研究也特別致力於唐氏症對於物體恆存的影響。他們發現，為什麼孩童能夠成功地習得物體恆存，原因就是他們在模仿上的社會力量隨著模仿變成是成功的潛在因素後，與唐氏症孩童一起合作也可能是影響孩子意願的另一個因素。 
另外，最近的研究表示，物體恆存可能不是幼兒與生俱來的功能。然而，在參考皮亞傑的理論後，物體恆存在孩童幼年時就開始發展了，因此問題油然而生：會產生這樣的結果是因為在他們幼年時內心中有存在著一個特別感知嗎?還是物體恆存真的是對於幼小心智神經傳導通路發展的一種與生俱來的回應方式?研究指出，比起天賦，大量的變因才是發展物體恆存主要的原因。有證據證實，在沒有實際隱蔽物體的情況下，嬰幼兒使用各種不同線索，而不是觀察物體和利用物體恆存的感知來檢視物體。相反的，物體被擋住或是被隱蔽後，在嬰兒的角度只剩下視覺上的線索，像是檢視各個不不同的軌跡。此外，還發現當嬰兒花較長時間在注視在他們熟悉的一個物體上時，這可能是因為在視野上的偵測到的不連續性，或是事件流 